# Stazione di Annone Veneto (2002)
La stazione di Annone Veneto è una fermata ferroviaria posta sulla ferrovia Treviso-Portogruaro a servizio del comune di Annone Veneto.

## Storia
La fermata riprende il nome della precedente stazione ubicata sulla ferrovia San Vito al Tagliamento-Motta di Livenza e soppressa nel 1987; la cerimonia di inaugurazione dell'impianto avvenne il 3 febbraio 2002.

## Movimento
La fermata è servita da treni regionali svolti da Trenitalia nell'ambito del contratto di servizio stipulato con la Regione Veneto.

## Interscambi
- Fermata autobus